# 森たまき
森 たまき（もり たまき）は、ソニー・ミュージックパブリッシングに所属する作詞家、作曲家、シンガーソングライターである。

## 略歴
1999年にシンガーソングライターとしてポリドール/アロハプロダクションズよりメジャーデビューした。8cmCDシングルを2作品発表した。
現在は、ソニー・ミュージックパブリッシング所属の作詞家、作曲家として楽曲提供を行いながら、自身の曲の制作も続けている。

## タイアップ一覧
| 使用年 | 曲名               | タイアップ                                                       |
| ------ | ------------------ | ---------------------------------------------------------------- |
| 1999年 | Can't Say Good-bye | TBS系『ワン・ナイト・ラブ』オープニングテーマ                    |
| 1999年 | 交差               | フジテレビ系『ビッグトゥデイ』エンディングテーマ                 |
| 1999年 | 静かな雨           | 読売テレビ・日本テレビ系『どっちの料理ショー』エンディングテーマ |

## 楽曲提供

### 作詞作曲
- SMAP「夏の風を忘れゆく様に」[1]
- 千宝美「冬の匂いが消える頃」「見つめていたくて」
- 谷本賢一郎「てのひら」「今日の自分を愛せたら」
- サーカス (歌手)「あの風を今でも」（作詞作曲編曲）

### 作詞
- V6「MY DAYS」
- SAKURA「愛するひとよ」「くちづけ」「光の海」
- Sowelu「夢」[1]
- SunMin「恋の奇跡」[1]
- 和田アキ子「時の波」[1]
- JUJU「somewhere down the road」（共訳詞）[1]
- テゴマス「Mr.Freedom」「ユメタビビト」「ファンタジア」[1]
- GOT7「SO LUCKY」、「A」（日本語詞、共作）[1]
- チャンソン「何度でも」（日本語詞)
- ZILLION 「Endless Summer」

### 作曲
- 千宝美「白い奇跡」「思ってもいないこと」
- 郷ひろみ「Weather Report」[1]
- PALU「100年時が過ぎても」